# Кошелевичи
Кошелевичи — деревня в Старопольском сельском поселении Сланцевского района Ленинградской области.

## История
Впервые упоминается в писцовых книгах Шелонской пятины 1498 года, как деревня Кошелевичи 1 двор помещика (Две деревни Кошелевицы к северо-востоку от озера Самро), деревня Горка (Гора Кошелевская к северо-востоку от озера Самро) и деревня Лог Кошелевичи в даче села Ложголова в Сумерском погосте Новгородского уезда.
Позднее две смежные деревни Гусев Куст и Хабаров Куст упоминаются на карте Санкт-Петербургской губернии Ф. Ф. Шуберта 1834 года.

КАШЕЛЕВИЧИ 1-Я — деревня принадлежит барону Штакельбергу, число жителей по ревизии: 27 м. п., 26 ж. п.

КАШЕЛЕВИЧИ 2-Я — деревня принадлежит барону Штакельбергу, число жителей по ревизии: 56 м. п., 70 ж. п.

КАШЕЛЕВИЧИ 3-Я — деревня принадлежит барону Штакельбергу, число жителей по ревизии: 67 м. п., 66 ж. п. (1838 год)

Как деревни Гусев Куст, Хабаров Куст и Сорокин Куст они отмечены на карте профессора С. С. Куторги 1852 года.

КОШЕЛЕВИЧИ 1-Е, 2-Е, 3-Е — деревни барона Штакельберга, по просёлочной дороге, число дворов — 23, число душ — 122 м. п. (1856 год)

КОШЕЛЕВИЦЫ 1-Е (ГУСЕВ КУСТ) — деревня владельческая при колодце, число дворов — 8, число жителей: 27 м. п., 39 ж. п.;
 
КОШЕЛЕВИЦЫ 2-Е (ХАБОРОВ КУСТ) — деревня владельческая при колодце, число дворов — 11, число жителей: 36 м. п., 35 ж. п.;

КОШЕЛЕВИЦЫ 3-Е — деревня владельческая при колодце, число дворов — 17, число жителей: 58 м. п., 74 ж. п.; Часовня православная. (1862 год) 

Сборник Центрального статистического комитета описывал её так:

КОШЕЛЕВИЧИ — деревня бывшая владельческая, дворов — 42, жителей — 310; часовня, школа. (1885 год)

В XIX — начале XX века деревня административно относилась к Ложголовской волости 2-го земского участка 1-го стана Гдовского уезда Санкт-Петербургской губернии.
Согласно Памятной книжке Санкт-Петербургской губернии 1905 года деревни Кошелевичи 1-е, Кошелевичи 2-е и Кошелевичи 3-е образовывали Кошелевичское сельское общество.
С марта 1917 года деревни находились в составе Ложголовской волости Гдовского уезда.

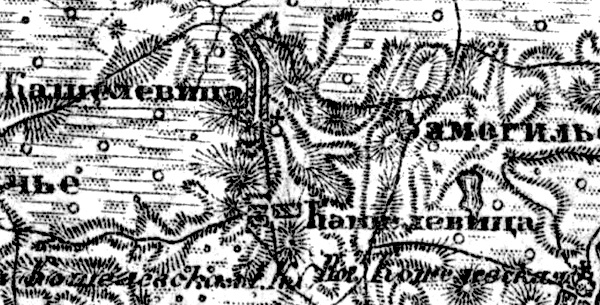
Деревня Кошелевичи на карте 1919 года

Согласно карте Петроградской и Эстляндской губерний издания 1919 года деревни назывались Кошелевица.
С марта 1922 года, в составе Кошелевичского сельсовета Ложголовской волости Кингисеппского уезда.
С августа 1927 года, в составе Осьминского района.
С 1928 года, в составе Поречского сельсовета. В 1928 году население деревни составляло 261 человек.
По данным 1933 года в состав Поречского сельсовета Осьминского района входили деревни: Кошелевичи I, Кошелевичи II и Кошелевичи III.
С 1 августа 1941 года по 31 января 1944 года, германская оккупация.
С 1961 года, в составе Сланцевского района.
С 1963 года, в составе Кингисеппского района.
По состоянию на 1 августа 1965 года деревня Кошелевичи входила в состав Поречского сельсовета Кингисеппского района. С ноября 1965 года, вновь в составе Сланцевского района. В 1965 году население деревни составляло 26 человек.
По данным 1973 года деревня Кошелевичи входила в состав Поречского сельсовета.
По данным 1990 года деревня Кошелевичи входила в состав Овсищенского сельсовета.
В 1997 году в деревне Кошелевичи Овсищенской волости проживали 10 человек, в 2002 году — 21 человек (русские — 90 %).
В 2007 году в деревне Кошелевичи Старопольского СП проживали 17 человек, в 2010 году — 24 человека.

## География
Деревня расположена в восточной части района на автодороге 41К-027 (Старополье — Осьмино).
Расстояние до административного центра поселения — 16 км.
Расстояние до ближайшей железнодорожной станции Молосковицы — 83 км.

## Демография
| 1862 | 2007 | 2010 | 2017 |
| ---- | ---- | ---- | ---- |
| 269  | ↘17  | ↗24  | →24  |